# Patricia Finney
 (janvier 2015).
Si vous disposez d'ouvrages ou d'articles de référence ou si vous connaissez des sites web de qualité traitant du thème abordé ici, merci de compléter l'article en donnant les références utiles à sa vérifiabilité et en les liant à la section « Notes et références ».
Pour les articles homonymes, voir Finney.
Patricia Finney est une écrivaine britannique née en 1958, auteure de romans, d'ouvrages pour la jeunesse et d'émissions de radio.
Elle reçut le David Higham Award pour son premier roman A Shadow of Gulls (1977) alors qu'elle était une jeune étudiante à Oxford. Elle a écrit plusieurs de ses œuvres sous le nom P. F. Chisholm.

## Œuvres traduites en langue française
- Les Corbeaux d'Érin
- Les Sept cavaliers, éditions du Masque coll. « Labyrinthes » no 57
- Un assassin à la cour (Lady Grace, tome I)
- Une disparition mystérieuse (Lady Grace, tome II)
- Intrigue au bal masqué (Lady Grace, tome III)
- Vengeance au palais (Lady Grace, tome VI)
- L'Or de sa majesté (Lady Grace, tome VII)